# Hapsinotus planifascies
Hapsinotus planifascies là một loài tò vò trong họ Ichneumonidae.